# Antonio Joaquín Pérez Martínez
José Antonio Joaquín Pérez Martínez y Robles (Puebla de los Ángeles, Puebla, 1763 – Puebla de los Ángeles, Estat de Puebla, 26 d'abril de 1829) va ser un destacat sacerdot crioll en l'últim període del Virregnat de la Nova Espanya, va participar activament en la primera època de les Corts de Cadis, la consumació de la Independència de Mèxic i la política nacional del Mèxic independent.

## Inicis
Va ser un membre actiu de la societat poblana, que seguint els costums de l'època, i com a membre de la distingides famílies poblanes Pérez i els Martínez y Robles va ser dedicat al sacerdoci, realitzant estudis bàsics i de seminari a la seva vila natal, obtenint diversos graus acadèmics que li van permetre distingir-se com a catedràtic en les matèries de filosofia, teologia i sagrades escriptures, en el seminari major de la ciutat de Puebla de los Ángeles així com de la ciutat de Mèxic. Ordenat sacerdot es va desembolicar en l'ambient administratiu del bisbat poblà i de l'Arxidiòcesi de Mèxic arribant a ser secretari particular del bisbe Salvador Bienpica y Sotomayor, amb el successor del qual el bisbe Manuel Ignacio González de Campillo Gómez del Valle va participar activament en la vida política de la ciutat de pobla i el virregnat de Nova Espanya.

## Diputat a les Corts
El 1810 és elegit diputat a les Corts de Cadis, les sessions de les quals se celebren inicialment a San Fernando el 24 de setembre de 1810 i posteriorment a Cadis (Andalusia). A les Corts que es distingeix com a polític liberal, ocupant la presidència de les Corts tres cops. Per les seves idees liberals participa en els debats per abolir la Inquisició, permetre la llibertat de premsa i ampliar la sobirania dels diferents ens polítics que formaven l'Imperi Espanyol de l'època.
Com a membre distingit del partit liberal participa en la promulgació de la Constitució espanyola de 1812, però després per la seva consciència religiosa s'alinea amb el partit absolutista, raó per la qual signà el Manifest dels Perses on se sol·licita la reforma de la Constitució. Aleshores és nomenat per tercera vegada president de l'assemblea, però pel decret del 4 de maig de 1814 emès pel rei Ferran VII, que suspèn les Corts i declara nul·la la Constitució Espanyola de 1812, és obertament hostilitzat i ha de tornar al virregnat de Nova Espanya.

## Bisbe de Puebla
De retorn a Mèxic i per la mort del bisbe Manuel Ignacio González de Campillo Gómez del Valle és nomenat en absència bisbe de la ciutat de Puebla el 19 de desembre de 1814, prenent el lloc fins al seu retorn el 1815, pel que sembla es va mantenir fora de la política durant la Guerra d'Independència, però sovint és investigat per sospites de pertànyer a Los Guadalupes.

## Independència de Mèxic
És en aquest estat que coneix la promulgació del Pla d'Iguala, on el General virregnal Agustín de Iturbide es pronuncia contra el poder virregnal i crea el Primer Imperi Mexicà, que entre altres coses de principi continuaria formant part de l'Imperi Espanyol, garantia defensar com a única religió veritable a la cristiana de ritu catòlica, apostòlica i romana i la ciutadania universal de tots els grups socials.
Sota aquestes premisses s'uneix al cada vegada major nombre de noushispans que s'uneixen al Pla d'Iguala, per la qual cosa intercedeix entre Agustín de Iturbide i l'últim Cap Polític Superior del virregnat, el Gral. Juan O'Donojú, per a la realització de l'entrevista a la Córdoba a Veracruz, on signen el Tractat de Córdoba pel qual es declara independent el Virregnat de Nova Espanya.
Posteriorment es trasllada al costat del virrei Juan O'Donojú a la Ciutat de Mèxic, allotjant-se al Palau de l'antic Arquebisbat a Tacubaya sota la protecció de l'Exèrcit Trigarante, entra al costat del virrei a la ciutat i aconsegueix l'evacuació pacífica de les forces espanyoles, per la qual cosa forma part de la comitiva oficial que rep a la porta de l'actual Palau Nacional al Gral. Agustín de Iturbide, per després ser el primer signant de l'Acta d'Independència de l'Imperi Mexicà.
Després de la independència s'involucra en la política local i nacional, on per mitjà de Francisco Pablo Vásquez y Sánchez Bizcaíno s'involucra en les activitats diplomàtiques per obtenir el reconeixement de la Santa Seu a la independència i el necessari nomenament de nous bisbes i arquebisbe per Mèxic. Morí com a bisbe de Puebla el 26 d'abril de 1829.